# سباق الزمن للفرق في بطولة العالم لسباق الدراجات على الطريق

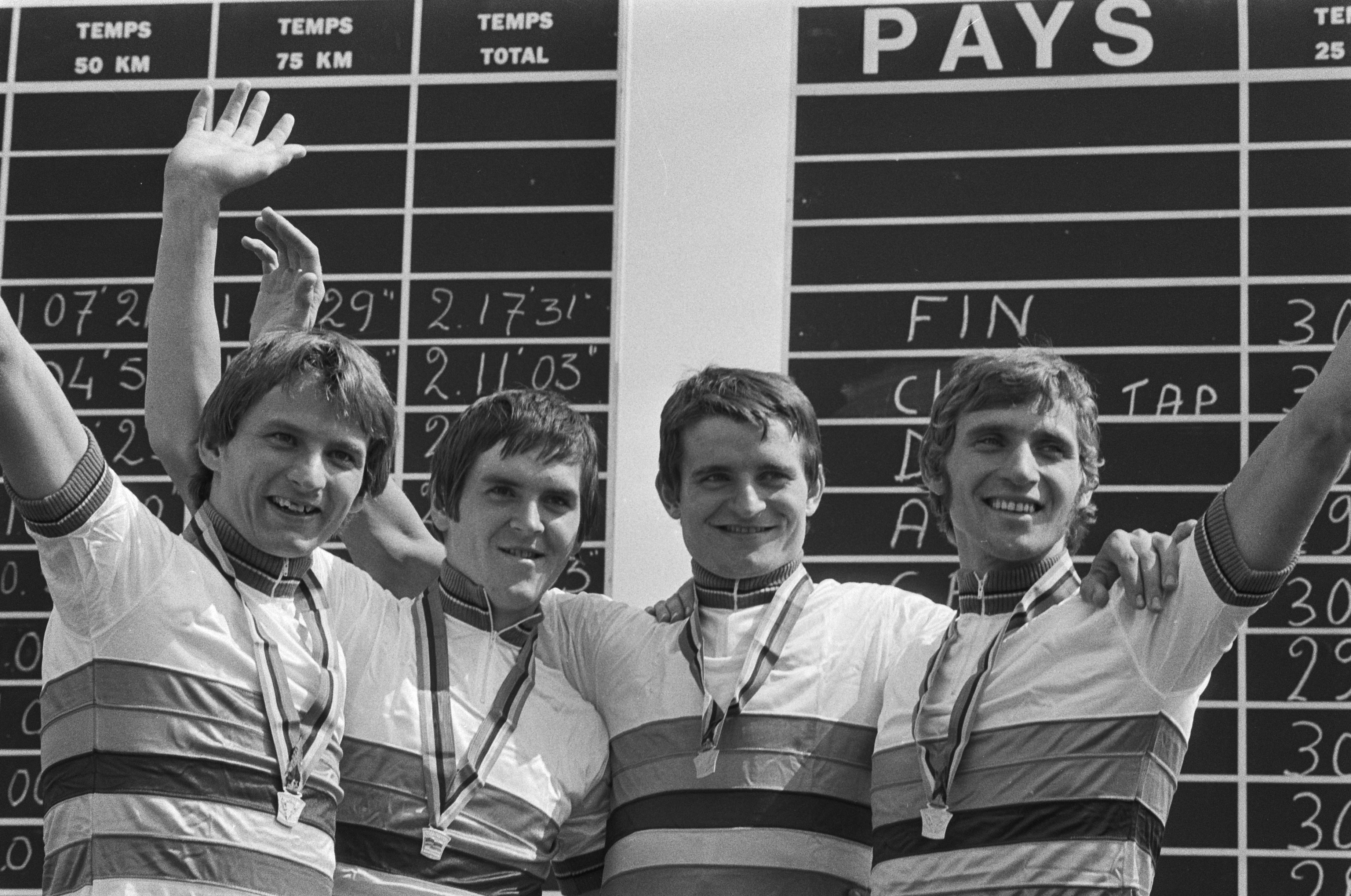
سباق الدراجات على الطريق

سباق الزمن للفرق في بطولة العالم لسباق الدراجات على الطريق هو سباق للرجال ضمن سباقات بطولة العالم لسباق الدراجات على الطريق وتنظم المسابقة من قبل الفيفا، والاتحاد الدولي للدراجات (UCI).

## المنتخبات (1962–1994)
بدأت بطولة المنتخبات في بطولة العالم لسباق الدراجات على الطريق 1962، وأستمرت حتى عام 1994، وإلا أنه من عام 1972 فصاعداً، لم يكن هناك مسابقات الطريق ضد الساعة للفرق، وفي سنوات الألعاب الأولمبية الصيفية كان هناك سباق للفرق على الطريق يشارك فيها 4 دراجين لكل فريق لمسافة 100 كيلومتر.

### الفائزين بالميداليات
| الموسم | ذهبية                                                                                     | فضية                                                                                                  | برونزية                                                                                      |
| ------ | ----------------------------------------------------------------------------------------- | --- | -------------------------------------------------------------------------------------------- |
| 1962   | إيطاليا · Mario Maino · Antonio Tagliani · Dino Zandegu · دانيلو غراسي                    | الدنمارك · أوله ريتر · Vagn Bangsburg · Mogens Twilling · Ole Kroier                                  | الأوروغواي · Ruben Etchebarne · Juan Jose Timon · Vid Cencic · Rene Pezzati                  |
| 1963   | فرنسا · Michel Bechet · Dominique Motte · مارسيل ارنست بيدو · جورج شب                     | إيطاليا · Mario Maino · Pasquale Fabbri · دانيلو غراسي · Dino Zandegu                                 | الاتحاد السوفيتي · فيكتور كابيتونوف · غاينان سيدخوزهين · يوري ميليخوف · Anatoli Olizarenko   |
| 1964   | إيطاليا · Severino Andreoli · لوتشيانو دالا بونا · بيترو غيرا · فيروتشيو مانزا            | إسبانيا · Gines Garcia · Jose-Ramon Goyeneche · رامون سايز · Luis Pedro Santamarina                   | بلجيكا · Rene Heuvelmans · Roland De Neve · Roland Van De Rijse · Albert Van Vlierberghe     |
| 1965   | إيطاليا · بيترو غيرا · لوتشيانو دالا بونا · Mino Denti · Giuseppe Soldi                   | إسبانيا · فينتورا دياز · خوسيه مانويل لوبيز رودريغيز · José Manuel Lasa · Domingo Perurena            | فرنسا · André Desvages · Gerard Swertvaeger · Henri Heintz · Claude Lechatelier              |
| 1966   | الدنمارك · فيرنر بلودزون · Joergen Hansen · Ole Hojlund · Flemming Wisborg                | هولندا · Eddy Beugels · Tiemen Groen · هاري ستيفنس · Rini Wagtmans                                    | إيطاليا · Attilio Benfatto · لوتشيانو دالا بونا · Mino Denti · بيترو غيرا                    |
| 1967   | السويد · إريك بيترسون (دراج) · غوستا بيترسون · Sture Pettersson · توماس بيترسون           | الدنمارك · فيرنر بلودزون · Joergen Hansen · ليف مورتنسن · Henning Pedersen                            | إيطاليا · لورنزو بوسيسيو · Benito Pigato · فيتوريو مارسيلي · فلافيو مارتيني                  |
| 1968   | السويد · إريك بيترسون (دراج) · غوستا بيترسون · Sture Pettersson · توماس بيترسون           | سويسرا · Bruno Hubschmid · Robert Thalmann · Walter Burki · Erich Spahn                               | إيطاليا · فيتوريو مارسيلي · فلافيو مارتيني · جيوفاني براموكسي · Benito Pigato                |
| 1969   | السويد · إريك بيترسون (دراج) · غوستا بيترسون · Sture Pettersson · توماس بيترسون           | الدنمارك · موغنس فراي · Joergen Hansen · Joergen Lund · ليف مورتنسن                                   | سويسرا · Xavier Kurmann · Bruno Hubschmid · جوسيف فوكس · Walter Burki                        |
| 1970   | الاتحاد السوفيتي · Valery Yardy · فيكتور سوكولوف · بوريس شوخوف · فاليري ليخاتشوف          | تشيكوسلوفاكيا · Jiri Mainus · Frantisek Rezac ‏ · Milan Puzrla · Petr Matousek                         | هولندا · فيدور دن هيرتوغ · Popke Oosterhof · Tino Tabak · Adri Duyker                        |
| 1971   | بلجيكا · غوستاف هيرمانز · غوستاف فان كوتر · Louis Verreydt · لودو فان دير ليندن ‏          | هولندا · فيدور دن هيرتوغ · Adri Duyker · Frits Schur · عاد فان دن هوك                                 | بولندا · إدوارد بارسيك · Stanisław Szozda · Jan Smyrak · Lucjan Lis                          |
| 1973   | بولندا · Lucjan Lis · ريزارد سزوركوسكي · Stanisław Szozda · Tadeusz Mytnik                | الاتحاد السوفيتي · غينادي كومناتوف · Youri Mikhailov · بوريس شوخوف · Sergey Sinizin                   | السويد · Tord Filipsson · Lennart Fagerlund · ليف هانسون · سفين آك نيلسون                    |
| 1974   | السويد · Lennart Fagerlund · برنت يوهانسون · Tord Filipsson · سفين آك نيلسون              | الاتحاد السوفيتي · غينادي كومناتوف · Rinat Szarafaoulin · فلاديمير كامينسكي · Valery Chaplygin        | ألمانيا الشرقية · هانز يواكيم هارتنيك · Karl Dietrich Diers · Horst Tischoff · Gerhard Lauke |
| 1975   | بولندا · Tadeusz Mytnik · Mieczyslaw Nowicki · ريزارد سزوركوسكي · Stanisław Szozda        | الاتحاد السوفيتي · غينادي كومناتوف · Valery Chaplygin · Aavo Pikkuus · فلاديمير كامينسكي              | تشيكوسلوفاكيا · Petr Matousek · Vlastimil Moravec · Vladimir Vondracek · Petr Buchacek       |
| 1977   | الاتحاد السوفيتي · Valery Chaplygin · Aavo Pikkuus · فلاديمير كامينسكي · Anatoli Chukanov | إيطاليا · Mirko Bernardi · Mauro De Pellegrin · Vito Da Ros · Dino Porrini                            | بولندا · Tadeusz Mytnik · Mieczyslaw Nowicki · Stanisław Szozda · تشيسلاف لانغ               |
| 1978   | هولندا · Guus Bierings · Bert Oosterbosch · بارت فان · Jan van Houwelingen ‏               | الاتحاد السوفيتي · Aavo Pikkuus · فلاديمير كامينسكي · Alguimantus Goushavitchous · فلاديمير كوزنتسوف ‏ | سويسرا · Gilbert Glaus · ستيفان موتر · ريتشارد ترينكلير · Kurt Ehrensperger                  |
| 1979   | ألمانيا الشرقية · Bernd Drogan · هانز يواكيم هارتنيك · أندرياس بيترمان · فولك بودن        | بولندا · Jan Jankiewicz · تشيسلاف لانغ · Stefan Ciekanski · Witold Plutecki                           | النرويج · Geir Digerud · Morten Sæther · Jostein Wilmann · Hans Petter Ødegård               |
| 1981   | ألمانيا الشرقية · فولك بودن · Bernd Drogan · ماريو كومر · أولاف لودفيغ                    | الاتحاد السوفيتي · يوري كاشيرين · أوليغ لوجفين · Sergej Kadazki · Anatoli Yarkin                      | تشيكوسلوفاكيا · Milan Jurčo · Michal Klasa · أليبي كوستادينوف · جيزي شكودا                   |
| 1982   | هولندا · Maarten Ducrot · Gerard Schipper · جيريت سوليفيلد · Frits Van Bindsbergen        | سويسرا · ألفريد أكرمان · Daniel Heggli · ريتشارد ترينكلير · أورس زيمرمان                              | الاتحاد السوفيتي · يوري كاشيرين · أوليغ لوجفين · Sergej Voronin · Oleg Tchugda               |
| 1983   | الاتحاد السوفيتي · يوري كاشيرين · Sergej Novolokin · Oleg Tchugda · Alexandre Zinoviev    | سويسرا · Daniel Heggli · هاينز إيمبودين · Othmar Haefliger · Benno Wiss                               | النرويج · Terje Gjengaar · Dag Hopen · Hans Petter Ødegård · Tom Pedersen                    |
| 1985   | الاتحاد السوفيتي · Vassili Jdanov · Viktor Klimov · Igor Sumnikov · Alexandre Zinoviev    | تشيكوسلوفاكيا · Vladimir Hruza · Milan Jurčo · Michal Klasa · Milan Kren                              | إيطاليا · مارسيلو بارتاليني · Massimo Podenzana · إيروس بولي · Claudio Vandelli              |
| 1986   | هولندا · توم كوردس · جيريت دي فريس (دراج) · جان تالن ‏ · روب هارملينغ                      | إيطاليا · إيروس بولي · Massimo Podenzana · ماريو سكيريا · Flavio Vanzella                             | ألمانيا الشرقية · أوي امبلر · أوفي راب · ماريو كومر · دان رادتكه ‏                            |
| 1987   | إيطاليا · Roberto Fortunato · إيروس بولي · ماريو سكيريا · Flavio Vanzella                 | الاتحاد السوفيتي · Viktor Klimov · Asjat Saitow · Igor Sumnikov · Evgueni Zagrebelny                  | النمسا · Helmut Wechselberger · Bernard Rassinger · Mario Traxl · Johann Lienhart            |
| 1989   | ألمانيا الشرقية · ماريو كومر · مايك لاندسمان · يان شور · فولك بودن                        | بولندا · Zenon Jaskuła · يواكيم هالوبكزوك · ماريك ليسنيوسكي · أندريه سيبيتكوسكي                       | الاتحاد السوفيتي · Youri Manouylov · Viktor Klimov · Evgueni Zagrebelny · Oleg Galkin        |
| 1990   | الاتحاد السوفيتي · Oleg Galkin · Rouslan Zotov · Igor Patenko · Alexander Markovich       | ألمانيا الشرقية · مايك لاندسمان · أوي بيشل · Uwe Berndt · فولك بودن                                   | ألمانيا الغربية · رولف ألداج · Kai Hundertmarck · Raimund Lehnert · مايكل ريتش (دراج)        |
| 1991   | إيطاليا · فلافيو اناستازيا · لوكا كولومبو (دراج) · Gianfranco Contri · أندريا بيرون       | ألمانيا · Uwe Berndt · Bernd Dittert · أوي بيشل · مايكل ريتش (دراج)                                   | النرويج · ستيغ كريستيانسن · Johnny Sæther · Roar Skaane · Bjørn Stenersen                    |
| 1993   | إيطاليا · Cristian Salvato · Gianfranco Contri · Rossano Brasi · روزاريو فينا             | ألمانيا · كريستيان ماير (دراج) · أوي بيشل · مايكل ريتش (دراج) · Andreas Walzer                        | سويسرا · Roman Jeker · Beat Meister · Markus Kennel · رولاند ماير                            |
| 1994   | إيطاليا · Cristian Salvato · Gianfranco Contri · لوكا كولومبو · Dario Andriotto           | فرنسا · Jean-Francois Anti · Dominique Bozzi · Pascal Derame · كريستوف مورو                           | ألمانيا · Ralf Grabsch · أوي بيشل · مايكل ريتش (دراج) · Jan Schaffrath                       |

### حسب البلد
| الترتيب | منتخب                           | ذهبية | فضية | برونزية | المجموع |
| ------- | ------------------------------- | ----- | ---- | ------- | ------- |
| 1       | إيطاليا                         | 7     | 3    | 4       | 14      |
| 2       | الاتحاد السوفيتي                | 5     | 6    | 3       | 14      |
| 3       | السويد                          | 4     | 0    | 1       | 5       |
| 4       | هولندا                          | 3     | 2    | 1       | 6       |
| 5       | ألمانيا الشرقية                 | 3     | 1    | 2       | 6       |
| 6       | بولندا                          | 2     | 2    | 2       | 6       |
| 7       | الدنمارك                        | 1     | 3    | 0       | 4       |
| 8       | فرنسا                           | 1     | 1    | 1       | 3       |
| 9       | بلجيكا                          | 1     | 0    | 1       | 2       |
| 10      | سويسرا                          | 0     | 3    | 3       | 6       |
| 11      | تشيكوسلوفاكيا                   | 0     | 2    | 2       | 4       |
| 11      | ألمانيا (يتضمن ألمانيا الغربية) | 0     | 2    | 2       | 4       |
| 13      | إسبانيا                         | 0     | 2    | 0       | 2       |
| 14      | النرويج                         | 0     | 0    | 3       | 3       |
| 15      | النمسا                          | 0     | 0    | 1       | 1       |
| 16      | الأوروغواي                      | 0     | 0    | 1       | 1       |

### أكثر الفائزين
| م | الدراج | ذهبية | فضية | برونزية | الإجمالي |
| - | --- | ----- | ---- | ------- | -------- |
| 1 | فولك بودن (DDR) | 3     | 1    | 0       | 4        |
| 2 | Gianfranco Contri (إيطاليا) إريك بيترسون (دراج) (السويد) غوستا بيترسون (السويد) Sture Pettersson (السويد) توماس بيترسون (السويد) | 3     | 0    | 0       | 3        |
| 7 | Stanisław Szozda (بولندا) | 2     | 0    | 2       | 4        |
| 8 | لوتشيانو دالا بونا (إيطاليا) بيترو غيرا (إيطاليا) ماريو كومر (DDR) Tadeusz Mytnik (بولندا)                                       | 2     | 0    | 1       | 3        |

## الفرق 2012 - حالياً
كان هناك فترة انقطاع طويلة حتى موسم 2012 في بطولة للفرق ضد الساعة ويتسابق فيها 6 دراجون من كل فريق.

### الفائزين بالميداليات
| الموسم | ذهبية | فضية | برونزية |
| ------ | --- | --- | --- |
| 2012   | دكونيك كويك ستب | بي إم سي راسينغ | أوريكا سكوت |
| 2012   | توم بونن (بلجيكا) سيلفان تشافانيل (فرنسا) طوني مارتين (ألمانيا) نيكي تيربسترا (هولندا) كريستوف فانديفال (بلجيكا) بيتر فيليس (سلوفاكيا)                 | أليساندرو بلان (إيطاليا) فيليب جيلبير (بلجيكا) تايلور فيني (الولايات المتحدة) ماركو بينوتي (إيطاليا) مانويل كوينزياتو (إيطاليا) تجي فان جارد إرين (الولايات المتحدة) | سام بولي (نيوزيلندا) Luke Durbridge ‏ (أستراليا) سيباستيان لانجفيلد (هولندا) كاميرون ماير (أستراليا) ينس موريس (هولندا) سفين توفت (كندا)                                  |
| 2013   | دكونيك كويك ستب | أوريكا سكوت | فريق سكاي |
| 2013   | سيلفان تشافانيل (فرنسا) ميكال كوياتكووسكي (دراج) (بولندا) طوني مارتين (ألمانيا) نيكي تيربسترا (هولندا) كريستوف فانديفال (بلجيكا) بيتر فيليس (سلوفاكيا) | Luke Durbridge ‏ (أستراليا) مايكل هيبورن (أستراليا) داريل إيمبي (جنوب أفريقيا) بريت لانكستر (أستراليا) ينس موريس (هولندا) سفين توفت (كندا)                            | إيدفالد بواسون هاغن (النرويج) كريس فروم (المملكة المتحدة) فاسيل كريانكا (بيلاروسيا) ريتشي بورت (أستراليا) كانستانتسين سيفتسوف (بيلاروسيا) جيرانت توماس (المملكة المتحدة) |
| 2014   | بي إم سي راسينغ | أوريكا سكوت | دكونيك كويك ستب |
| 2014   | روهان دنيس (أستراليا) سيلفان ديلير (سويسرا) دانيال أوس (إيطاليا) مانويل كوينزياتو (إيطاليا) تجي فان جارد إرين (الولايات المتحدة) بيتر فيليس (سلوفاكيا) | Luke Durbridge ‏ (أستراليا) مايكل هيبورن (أستراليا) داميان هاوسون (أستراليا) بريت لانكستر (أستراليا) ينس موريس (هولندا) سفين توفت (كندا)                              | توم بونن (بلجيكا) ميكال كوياتكووسكي (دراج) (بولندا) طوني مارتين (ألمانيا) بيتر سيري (بلجيكا) نيكي تيربسترا (هولندا) جوليان فيرموت (بلجيكا)                               |
| 2015   | بي إم سي راسينغ | دكونيك كويك ستب | موفيستار |
| 2015   | روهان دنيس (أستراليا) سيلفان ديلير (سويسرا) ستيفان كونغ (سويسرا) دانيال أوس (إيطاليا) تايلور فيني (الولايات المتحدة) مانويل كوينزياتو (إيطاليا)        | توم بونن (بلجيكا) ميكال كوياتكووسكي (دراج) (بولندا) يفيس لامارت (بلجيكا) طوني مارتين (ألمانيا) نيكي تيربسترا (هولندا) ريغوبيرتو أوران (كولومبيا)                     | أندريه أمادور (كوستاريكا) جوناثان كاستروفيجو (إسبانيا) اليكس داوست (المملكة المتحدة) جون ازقيراي (إسبانيا) أدريانو مالوري (إيطاليا) جاشا سوتيرلين (ألمانيا)              |

### الفريق الأكثر فوزاً
| م | الفريق          | ذهبية | فضية | برونزية | الإجمالي |
| - | --------------- | ----- | ---- | ------- | -------- |
| 1 | دكونيك كويك ستب | 2     | 1    | 1       | 4        |
| 2 | بي إم سي راسينغ | 2     | 1    | 0       | 3        |
| 3 | أوريكا سكوت     | 0     | 2    | 1       | 3        |
| 4 | موفيستار        | 0     | 0    | 1       | 1        |
| 4 | فريق سكاي       | 0     | 0    | 1       | 1        |

### السائق الأكثر فوزاً
| م  | السائق                            | ذهبية | فضية | برونزية | الإجمالي |
| -- | --------------------------------- | ----- | ---- | ------- | -------- |
| 1  | بيتر فيليس (سلوفاكيا)             | 3     | 0    | 0       | 3        |
| 2  | طوني مارتين (ألمانيا)             | 2     | 1    | 1       | 4        |
| 2  | نيكي تيربسترا (هولندا)            | 2     | 1    | 1       | 4        |
| 4  | مانويل كوينزياتو (إيطاليا)        | 2     | 1    | 0       | 3        |
| 5  | سيلفان تشافانيل (فرنسا)           | 2     | 0    | 0       | 2        |
| 5  | روهان دنيس (أستراليا)             | 2     | 0    | 0       | 2        |
| 5  | سيلفان ديلير (سويسرا)             | 2     | 0    | 0       | 2        |
| 5  | دانيال أوس (إيطاليا)              | 2     | 0    | 0       | 2        |
| 5  | كريستوف فانديفال (بلجيكا)         | 2     | 0    | 0       | 2        |
| 10 | توم بونن (بلجيكا)                 | 1     | 1    | 1       | 3        |
| 10 | ميكال كوياتكووسكي (دراج) (بولندا) | 1     | 1    | 1       | 3        |